# Љубав испод златног бора
Љубав испод златног бора је српска ТВ серија снимана током 2020. године.
Током 2021. године емитована је на Суперстар ТВ а касније репризно и на Пинк ТВ.

## Радња
Ово је романтична комедија која прати љубавни четвороугао који троши своју тридесет и неку, доба за које се сматра да је прелаз из младости у зреле године, а сами гледаоци серије ће се упознати са чарима живота ван града, бајковитим крајолицима Златибора, док ће са друге стране уживати у хумору златиборских горштака, који ће не себи својствен начин удахнути дух западне Србије и свих њених лепота.
Бојана свог мужа Марка, на дан његовог рођендана, затиче у кревету са другом женом.
Повређена, оставља рођендански поклон и тихо напушта стан.
Очајна, без икаквог плана, седа у аутомобил и одлази у непознатом правцу.
Иначе, Марко Бојану вара са њеном најбољом пријатељицом Даницом.
Након секса њих двоје проналазе поклон који је Бојана оставила и схватају да су проваљени.
Бојану тог дана, осим мужа и мобилног телефона, издаје и аутомобил.
Остаје без горива усред идиличног златиборског крајолика, не баш прометног и приступачног.
Ту је затиче Иван, који јој помаже и после кратког упознавања прагматично нуди пословну сарадњу. Бојана је његов гост и то у једном од његових хотела.
Она се јавља Даници и моли је да јој донесе на Златибор ствари које није изнела из стана.
Даница и Марко изненађени схватају да Бојана није препознала Маркову љубавницу.
Даница креће на Златибор да се нађе својој пријатељици и будућој директорки хотела, али са њом полази и Марко покушавајући да спасе брак.

## Главне улоге
| Глумац                   | Улога         |
| ------------------------ | ------------- |
| Катарина Радивојевић     | Бојана        |
| Маријана Мићић           | Даница        |
| Иван Томић               | Иван          |
| Марко Марковић           | Марко         |
| Владан Милић             | Жика          |
| Теодора Марчета          | Јулија        |
| Пеђа Марјановић          | Воја          |
| Исидора Рајковић         | Стоја         |
| Душко Радовић            | Пенезић       |
| Игор Боројевић           | Петар Тенавац |
| Немања Бајић             | Раде          |
| Никола Пенезић           | Калабић       |
| Сузана Петричевић        | Божана        |
| Момчило Мурић            | Жаре          |
| Иван Томашевић           | судија        |
| Слободан Љубичић         | Момчило       |
| Јован Вељковић           | Лука          |
| Дејан Тошић              | Никола        |
| Никола Поповић           | полицајац 1   |
| Милан Узелац             | полицајац 2   |
| Владимир Грбић           | Пеђа          |
| Тијана Караичић          | Цеца          |
| Снежана Јеремић Нешковић | Сара          |
| Немања Јовановић         | гост          |
| Димитрије Аранђеловић    | продавац      |
| Јелена Симић             | Нина          |
| Петар Јовановић          | нотар         |
| Горан Головић            | радник        |
| Јанко Радишић            | мајстор       |
| Даница Љубичић           | рецепционерка |
| Ана Филиповић            | гошћа         |
| Сандра Дамљановић        | лепотица      |
| Вук Кекић                | достављач     |
| Драган Радибратовић      | возач шлепера |
| Марко Раичевић           | купач         |
| Драган Јездимировић      | полицајац 3   |
| Милан Ристић             | кувар 1       |
| Душан Ђорђевић           | кувар 2       |